# Filmhang
Filmhang a látott élmény művészi célból való kiegészítése a film hangjával.

## Filmhang változatok listája
| éve  | neve                                     | darabszáma |
| ---- | ---------------------------------------- | ---------- |
| 2002 | 12-Track Digital Sound                   | 40         |
| 1953 | 3 Channel Stereo                         | 51         |
| 1956 | 4-Track Stereo                           | 586        |
| 1965 | 6-Track Stereo                           | 89         |
| 1963 | 70 mm 6-Track                            | 527        |
| 1934 | Afifa Ton-Kopie                          | 1          |
| 1950 | AGA Sound System                         | 7          |
| 1909 | Animatophone                             | 3          |
| 1928 | Aurofone                                 | 1          |
| 1943 | B.A.F. Sound System                      | 2          |
| 1907 | Biophone                                 | 2          |
| 1938 | Blue Seal Noiseless Recording            | 1          |
| 1929 | Bristolphone                             | 2          |
| 2001 | Broadway Surround                        | 1          |
| 1909 | Cameraphone                              | 1          |
| 1921 | Case                                     | 1          |
| 1990 | CDS                                      | 11         |
| 1974 | Chace Surround                           | 8          |
| 1905 | Chronophone (Gaumont)                    | 106        |
| 1910 | Chronomegaphone                          | 1          |
| 1990 | Cinema Digital Sound                     | 5          |
| 1907 | Cinematophone                            | 53         |
| 1904 | Cineophone                               | 2          |
| 1909 | Cinephone Lubin                          | 57         |
| 1952 | Cinerama 7-Track                         | 13         |
| 1911 | Cinephonograph                           | 1          |
| 1949 | Cinesound                                | 10         |
| 1908 | Cinophone                                | 2          |
| 1923 | De Forest Phonofilm                      | 213        |
| 2002 | Digitrac Digital Audio System            | 12         |
| 1980 | Dolby                                    | 12497      |
| 1972 | Dolby Digital                            | 19652      |
| 1999 | Dolby Digital EX                         | 288        |
| 1992 | Dolby SR (Surround)                      | 5865       |
| 1995 | DTS                                      | 3735       |
| 1968 | DTS 70 mm                                | 28         |
| 2001 | DTS-8                                    | 2          |
| 1982 | DTS-ES                                   | 93         |
| 1994 | DTS-Stereo                               | 137        |
| 1996 | DX Stereo                                | 3          |
| 1940 | Fantasound                               | 1          |
| 1929 | Filmtone                                 | 2          |
| 1998 | Full Range Recording System              | 5          |
| 1920 | Gaumontphone                             | 1          |
| 1898 | Hollmann–Eaves                           | 1          |
| 1973 | IMAX 6-Track                             | 25         |
| 1933 | International Recording Engineers System | 2          |
| 1992 | Iwerks Digital Audio                     | 5          |
| 1894 | Kinetophone (Dickson)                    | 7          |
| 1889 | Kinetophone (Edison)                     | 1          |
| 1958 | Kinopanorama 9-Track                     | 6          |
| 1913 | Kinoplasticon                            | 12         |
| 1956 | Klangfilm Magnetocord                    | 3          |
| 1954 | Klangfilm-Stereocord                     | 3          |
| 1990 | LC-Concept Digital Sound                 | 7          |
| 1969 | Li-Westrex System                        | 1          |
| 1938 | Magnaphone Western Electric              | 3          |
| 1962 | Magnetocord                              | 1          |
| 1988 | Matrix Surround                          | 24         |
| 1929 | Mono                                     | 137936     |
| 1925 | Movietone (Fox)                          | 20         |
| 1938 | Optiphone                                | 5          |
| 1964 | Ortiphone                                | 1          |
| 1907 | Oskar Messter                            | 1          |
| 1949 | Perspecta Stereo                         | 58         |
| 1933 | Phillips Sound                           | 3          |
| 1900 | Phono-Bio-Taleaux                        | 1          |
| 1900 | Phono-Cinema-Theatre                     | 7          |
| 1921 | Phono-Kinema                             | 11         |
| 1922 | Phonofilm                                | 2          |
| 1921 | Photokinema                              | 2          |
| 1925 | Photophone (RCA)                         | 3          |
| 1914 | Polyscope                                | 2          |
| 1936 | Pulvári System                           | 5          |
| 1977 | Quadrophonic                             | 3          |
| 1975 | Quintaphonic                             | 1          |
| 1987 | Sony Digital Dynamic Sound               | 2005       |
| 1977 | Sensurround                              | 13         |
| 1992 | Servotron Stereo                         | 5          |
| 1896 | Silent                                   | 95017      |
| 1985 | Sonics                                   | 4          |
| 1996 | Sonics-DDP                               | 47         |
| 1994 | Sonix                                    | 13         |
| 1928 | Sonora-Bristolphone                      | 1          |
| 1997 | Sound 360°                               | 2          |
| 1992 | Sound Trax Surround Stereo               | 4          |
| 1995 | Soundelux                                | 1          |
| 1965 | Spectra-Stereo                           | 2          |
| 1972 | Stereo                                   | 45374      |
| 1978 | Super Space Sound                        | 1          |
| 1929 | Synchrotone                              | 2          |
| 1939 | Synthetic                                | 4          |
| 1932 | Systemi A. Shorin                        | 2          |
| 1940 | Système Cottet                           | 3          |
| 1933 | Tagephone                                | 1          |
| 2005 | TMH Labs 10.2 Channel Sound              | 1          |
| 1928 | Tobis (TOnBIld Syndicat)                 | 80         |
| 1922 | Tri-Ergon Sound System 68 mm             | 2          |
| 1982 | Ultra Stereo                             | 1007       |
| 1938 | Variray Blue Seal Recording              | 3          |
| 1935 | Visatone                                 | 3          |
| 1980 | Vistasonic                               | 2          |
| 1925 | Vitagraph                                | 3          |
| 1927 | Vitaphone                                | 356        |
| 1911 | Vivaphone                                | 1          |
| 1921 | Western Electric                         | 20         |
| 1925 | Westrex (Fox & Western Electric)         | 5          |
|      | Wicmar and Blue Seal Noiseless Recording | 1          |

## Magyarázat a táblázathoz
A kifejlesztés éve nem azonos az első nyilvános vetítés évével.
A darabszám forrása az International Movie Data Base, ebben azonban nem szerepel minden filmhang-változat.

## Technikai részletek
Az amerikai szóhasználat jellegzetességei miatt a filmhang három kategóriába sorolgató.
- sound-on-cylinder (fonográfhenger)
- sound-on-disc (hanglemez)
- sound-on-film (fényhang, vagy mágneshang)

A hangforrás és a film szinkronizálásának kísérletei már a XX. század első éveiben elkezdődtek. Ebben áttörést jelentett a fogaskerék-áttételes hajtás, amelyet a század húszas éveitől kezdve használtak.
A filmtovábbítás szakaszos (pulldown), míg a filmorsó folytonosan mozog. Pontos kapcsolatukat fogaskerék-áttétel tartja állandó értéken. Amerikában a hálózati frekvencia 60 Hz, Európában 50 Hz. A film villogásának elkerülése érdekében a képváltásszám ennél kisebb. A hang felírásának is eltérő a sebessége; ebből következik a nem kerek számú áttételi arány, {\displaystyle {\frac {1000}{1001}}}: Amerikában {\displaystyle {\frac {30000}{1001}}=29,97}Hz, Európában {\displaystyle {\frac {24000}{1001}}=23,976}Hz. Telecine átírásnál a hangmagasság ezen okból kissé elcsúszik.